# 美馬市立穴吹小学校
美馬市立 穴吹小学校（みましりつ あなぶきしょうがっこう）は、徳島県美馬市穴吹町穴吹にある公立小学校。
夏休みの登校日には川の学校を穴吹川で行う。
秋は、宮内地域でオリエンテーリングを行う。

## 概要

### 基礎データ
所在地
- 〒777-0005 徳島県美馬市穴吹町穴吹字柏40

最寄駅
- 四国旅客鉄道徳島線穴吹駅

## 沿革
- 1874年（明治7年）10月 進徳小学校・市場小学校を合併。
- 1876年（明治9年） 市場小学校を春星小学校と改称し、進徳小学校と統合。
- 1880年（明治13年）11月 穴吹公立小学校と改称。
- 1886年（明治19年） 穴吹尋常小学校と改称。
- 1897年（明治30年）5月 穴吹尋常高等小学校と改称。
- 1941年（昭和16年）4月 穴吹国民学校と改称。
- 1947年（昭和22年）4月 穴吹小学校と改称。
- 1951年（昭和26年）4月1日 空野分校設置。
- 1954年（昭和29年）3月 町村合併のため穴吹町穴吹小学校となる。
- 1958年（昭和33年）4月1日 穴吹町尾山小学校を本校に併合。
- 1974年（昭和49年）4月1日 空野分校休校により、校区を編入。
- 1996年（平成8年）4月1日 穴吹町立淵名小学校休校により、校区を編入。
- 2005年（平成17年）3月 町村合併のため美馬市立穴吹小学校となる。
- 2010年（平成22年）4月1日 美馬市立初草小学校休校により、校区を編入。
- 2013年（平成25年）4月1日 美馬市立宮内小学校休校により、校区を編入。

## クラブ活動
- マーチングバンド部[2]

## 通学区域が隣接している学校
- 美馬市立三島小学校
- 美馬市立脇町小学校
- 美馬市立江原南小学校
- 吉野川市立高越小学校
- 美馬市立木屋平小学校
- つるぎ町立貞光小学校